# Дрибус
Дрибус (пол. Drybus) — село в Польщі, у гміні Баранув Ґродзиського повіту Мазовецького воєводства.
Населення — 208 осіб (2011).
У 1975-1998 роках село належало до Скерневицького воєводства.

## Демографія
Демографічна структура станом на 31 березня 2011 року:
|          | Загалом | Допрацездатний вік | Працездатний вік | Постпрацездатний вік |
| -------- | ------- | ------------------ | ---------------- | -------------------- |
| Чоловіки | 103     | 25                 | 69               | 9                    |
| Жінки    | 105     | 18                 | 64               | 23                   |
| Разом    | 208     | 43                 | 133              | 32                   |